# David de Kretser
David de Kretser (* 27. dubna 1939 v Kolombo, Srí Lanka) – australský lékař a sociální aktivista srílanského původu. V současné době zastává funkci guvernéra státu Victoria (Austrálie).
Mu bylo devět let, když jeho rodina emigrovala do Austrálie. Získal magisterský titul v oboru lékařství na univerzitě v Melbourne, a pak doktorát na Monash University. Většinu z jeho kariéry strávil jako výzkumný pracovník na Monash University a také přednášel na University of Washington v Seattlu. Je odborník v oblasti andrologie a endokrinologie, a nejdůležitějšími oblastmi jeho výzkumu jsou poruchy spojené s neplodností. V roce 1991 se stal profesorem lékařské vědy. V roce 2006 byl jmenován guvernérem státu Victoria.